# (36547) 2000 QV98
2000 QV98 (asteroide 36547) é um asteroide da cintura principal. Possui uma excentricidade de 0.06616790 e uma inclinação de 7.70540º.
Este asteroide foi descoberto no dia 28 de agosto de 2000 por LINEAR em Socorro.